# 右旋蘭索拉唑
右旋蘭索拉唑（dexlansoprazole、INN，商品名 Kapidex，Dexilant、右蘭索拉唑，中文商標名：得喜胃通 60毫克/緩釋膠囊）是一種質子泵抑製劑（PPI）。由日本武田藥品銷售，可由各國分裝包裝。主要治療糜爛性食管炎，以及胃食管反流病。它與其它的質子泵抑製劑（PPI）具有類似的效力。

## 醫療用途
右旋蘭索拉唑是用於持續療合糜爛性食管炎，以及治療胃食管反流病（GERD）的胃灼熱(heartburn)。它比蘭索拉唑(Lansoprazole)的療效來得長，其所經常進行運作的相關化學程序卻來得少。不過，沒有充分的證據表明它比其他的 PPI 有更好的療效。基本上屬於醫師處方藥，一般需照過上消化道内视镜後才開的(1-4個月)一期之慢性治療藥物。

## 不利影響
在臨床試驗報告的最顯著的不良反應（≥2％）為腹瀉、腹痛、噁心、上呼吸道感染、嘔吐，以及脹氣。

## 作用機理
像蘭索拉唑（逸潰定/泰克胃通）一樣，右旋蘭索拉唑與質子泵永久性結合併阻斷它，防止形成胃酸。

## 化學
右旋蘭索拉唑是蘭索拉唑的(R)-(+)-对映异构，也就是為(R)-(+)與(S)-(−)-對映異構的外消旋混合物。

## 藥代動力學
截至2009年11月，這種形式的所釋放的臨床意義尚未顯示。

## 歷史
右旋蘭索拉唑於2009年被美国食品药品监督管理局（FDA）批准上市；並於2010年在加拿大、及2011年在墨西哥亦同批准上市。
因賽達製藥公司(Incepta Pharmaceuticals)在孟加拉國以Delanix商標發行。

## 外部連結
- Dexlansoprazole – a new-generation proton pump inhibitor
- Dexlansoprazole Oral : Uses, Side Effects, Interactions, Pictures, Warnings & Dosing - WebMD（页面存档备份，存于）